# Tourcoing
Tourcoing (neerlandeză Toerkonje) este un oraș în Franța, în departamentul Nord, în regiunea Nord-Pas de Calais. Face parte din aglomerația orașului Lille.

## Personalități născute aici
- Charles Rampelberg (1909 - 1982), ciclist olimpic;
- Henri Padou (1928 - 1999), înotător olimpic;
- Didier Flament (n. 1951), scrimer;
- Brigitte Lahaie (n. 1955), prezentatoare de radio, actriță pornografică;
- Anna Gomis (n. 1973), luptătoare (wrestling);
- Yohan Cabaye (n. 1986), fotbalist;
- Yacine Louati (1992), voleibalist.